# Yu Ming Is Ainm Dom
 (novembre 2020).
Si vous disposez d'ouvrages ou d'articles de référence ou si vous connaissez des sites web de qualité traitant du thème abordé ici, merci de compléter l'article en donnant les références utiles à sa vérifiabilité et en les liant à la section « Notes et références ».
Pour plus de détails, voir Fiche technique et Distribution.
Yu Ming Is Ainm Dom (litt. « Je m'appelle Yu Ming ») est un court-métrage irlandais de 2003 écrit et réalisé par Daniel O’Hara. Tourné en grande partie en irlandais, le film raconte l'histoire d'un jeune Chinois qui a appris à parler irlandais mais n'arrive pas à être compris quand il vient visiter l'Irlande largement anglophone. Le film dure 13 minutes.

## Résumé
Lassé de sa vie en Chine, Yu Ming (Diyu Daniel Wu), un employé de supermarché décide de partir pour un pays au hasard et choisit l'Irlande en faisant tourner un globe terrestre dans une bibliothèque. Un atlas géographique l'informe que la langue officielle de l'Irlande est le gaélique irlandais. Par conséquent, il apprend à parler la langue avant son départ.
Le film aventures de Yu Ming qui essaye de se faire comprendre à Dublin, où la population, d'origine étrangère ou native, n'a que peu ou aucune connaissance de la langue. Par exemple, quand il arrive à une auberge de jeunesse dublinoise, Yu Ming dit : « Ba mhaith liom leaba anseo. » (« Je voudrais un lit. »). Le réceptionniste, qui parle avec un accent australien, suppose qu'il parle chinois et demande à un collègue asiatique de l'aider. Le collègue répond qu'il est mongol.
Yu Ming va ensuite dans un bar pour chercher du travail mais son irlandais ne lui sert à rien de nouveau. Le barman ne comprend pas un mot de ce qu'il dit. Un vieil homme irlandophone (Frank Kelly) au bout du bar écoute avec étonnement cet Asiatique parler sa langue couramment. Il l'invite à boire un verre et lui explique la situation.
On montre ensuite Yu Ming travailler comme barman dans le Gaeltacht (région irlandophone) du Connemara.
Une phrase qui revient dans le film est « An bhfuil tusa ag labhairt liomsa? » (« C'est à moi que tu parles ? »).

## Distribution
- Diyu Daniel Wu : Yu Ming
- Frank Kelly : le vieil homme
- Paddy C. Courtney : le barman
- Richard Morton : Lenny

## Fiche technique
- Titre original : Yu Ming Is Ainm Dom
- Année de production : 2003
- Réalisation : Daniel O’Hara
- Scénario : Daniel O’Hara
- Société de distribution : TG4, Filmbase
- Pays d'origine :  Irlande
- Langue originale : irlandais, anglais, chinois
- Format : couleur
- Durée : 13 minutes